# Sony SLT-A58
Sony SLT-A58 (Sony α58) — цифровой зеркальный фотоаппарат семейства SLT компании «Сони». Был представлен 20 февраля 2013 года, стал заменой не только более дорогой любительской модели A57, но и камеры начального уровня A37.
Одним из ключевых отличий от A57 является использование в электронном видоискателе OLED-дисплея вместо TFT (с разрешением 1.44 млн пикселей). У основного дисплея по сравнению с SLT-A57 вдвое снижено разрешение, конструкция осталась поворотной. По сравнению с 16-мегапиксельной матрицей незначительно выросло разрешение, но вместе с ним и уровень шума на ISO выше 1600. У камеры используется автофокус с 15 датчиками, 3 из которых — крестовые; новый для Sony горячий башмак ISO 518.
Конкурентом данной модели является Canon EOS 700D.